# Metazygia saturnino
Metazygia saturnino là một loài nhện trong họ Araneidae.
Loài này thuộc chi Metazygia. Metazygia saturnino được Herbert Walter Levi miêu tả năm 1995.